# Suzan Rose Benedict
Suzan Rose Benedict (Norwalk, Connecticut, 29 de novembro de 1873 – Northampton, Massachusetts, 8 de abril de 1942) foi uma matemática estadunidense. Em 1914 foi a primeira mulher a obter um doutorado em matemática na Universidade de Michigan, com a tese A Comparative Study of the Early Treatises Introducing Into Europe the Hindu Art of Reckoning, orientada por Louis Charles Karpinski.

## Associações
- American Mathematical Society
- Mathematical Association of America
- Daughters of the American Revolution

## Publicações
- 1909: “The Development of Algebraic Symbolism from Paciuolo to Newton.” School Science and Mathematics. Published version of MA thesis
- 1929: “The Algebra of Francesco Ghaligai”, American Mathematical Monthly